# WordBASIC
WordBASIC era un subconjunto del lenguaje QuickBASIC de Microsoft, adaptado para el procesamiento de textos. Fue sustituido por Visual Basic for Applications (VBA) tras la publicación de Word 97. A diferencia de VBA, WordBasic no era un lenguaje orientado a objetos, sino que se componía de una lista plana de aproximadamente 900 órdenes.

## Código de ejemplo
Los fragmentos de código siguientes muestran la diferencia entre WordBasic y VBA con un «Hola, mundo» a manera de ejemplo:
WordBasic:
```
Sub
 
MAIN

FormatFont
 
.
Name
 
=
 
"Arial"
,
 
.
Points
 
=
 
10

Insert
 
"Hola, mundo"

End
 
Sub

```

VBA:
```
Public
 
Sub
 
Main
()

    
With
 
Selection
.
Font

        
.
Name
 
=
 
"Arial"

        
.
Size
 
=
 
10

    
End
 
With

    
Selection
.
TypeText
 
Text
:
=
"Hola, mundo"

End
 
Sub

```